# امل عرفه

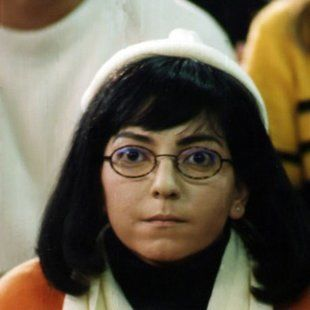

امل عرفه (زاده ۱۸ مارس ۱۹۷۰) بازیگر، خواننده و نویسنده سوری است. او دختر سهیل عرفه آهنگساز است. امل فارغ‌التحصیل مؤسسه عالی هنرهای دراماتیک است. او زندگی خود را با خوانندگی در تلویزیونی آغاز کرد. اولین حضور او در یک برنامه تلویزیونی با عنوان «همام العلم» بود. عرفه از سال ۱۹۹۱ عضو «سندیکای هنرمندان سوریه» است.